# Juan Carlos Izagirre
Juan Carlos Izagirre Hortelano (San Sebastián, 1 de junio de 1963) es un médico y político español. Fue alcalde de San Sebastián de 2011 a 2015.

## Biografía
Licenciado en Medicina por la Universidad del País Vasco en 1988, es médico de cabecera en el centro de urgencias extrahospitalarias de Rentería, a la par que posee una consulta privada de Medicina deportiva en San Sebastián. Debido a su elección como alcalde de la ciudad tuvo que apartarse de su profesión como médico. Ha participado activamente en la asociación "Itxas Aurre", una asociación de vecinos que lleva años reclamando la segregación del barrio de Igueldo de San Sebastián; asimismo también ha participado como médico voluntario en los campamentos de refugiados saharauis.
Ocupó el cargo de alcalde de la ciudad de San Sebastián desde junio de 2011 hasta junio de 2015, tras la victoria de Bildu en las elecciones municipales de mayo de 2011, a las que se presentaba como cabeza de lista independiente. Representaba, con sus 8 concejales sobre los 27 de la corporación, un 24,29% de los votos válidos de la ciudad.
En las elecciones municipales de 2015, volvió a presentarse como candidato a la alcaldía por Euskal Herria Bildu, pero esta candidatura pasó a ser tercera fuerza política del ayuntamiento con 6 concejales tras el PNV y el PSE-EE. El 13 de junio de 2015 dio el relevo a Eneko Goia (PNV) en la alcaldía de San Sebastián.